# Proales lenta
Proales lenta är en hjuldjursart som beskrevs av Wlastow 1956. Proales lenta ingår i släktet Proales och familjen Proalidae. Inga underarter finns listade i Catalogue of Life.